# Yuji Tsukada
Yuji Tsukada (født 28. december 1957) er en tidligere japansk fodboldspiller og træner.
Han har spillet for flere forskellige klubber i sin karriere, herunder Kofu SC.
Han har tidligere trænet Ventforet Kofu og Cerezo Osaka.